# Ольховка (Далматовський район)
Ольхо́вка (рос. Ольховка) — присілок у складі Далматовського району Курганської області, Росія. Входить до складу Білоярської сільської ради.
Населення — 106 осіб (2010, 127 у 2002).
Національний склад станом на 2002 рік: росіяни — 86 %.